# Adrian Soniewicki
Adrian Soniewicki (* 22. April 1847 in Sosolówka in Galizien; † 22. November 1921 in Czernowitz) war ein k.k. Notar.

## Leben
Soniewicki entstammt einer Adelsfamilie, deren Ahnen ihren Herrensitz auf „Synewódzko“ in Galizien bei Lemberg hatten. Aufgrund seiner demokratischen Gesinnung führte er jedoch keinen Adelstitel. Er ist als Sohn des gr.-kath. Ehrendomherrn in Sosolówka in Galizien geboren, besuchte das k.k. Staatsgymnasium in Czernowitz, wo er im Jahre 1865 das Abitur mit Auszeichnung absolvierte. Er studierte Rechts- und Staatswissenschaften an der Universität Lemberg und absolvierte in Jura im Jahre 1869. 
Er war der Vater von Maximilian Soniewicki, seinem einzigen Sohn, der im Amt eines k.k. Landesregierungskonzipisten Mitglied der Bukowiner Landesregierung war und ebenfalls zum Notar ernannt wurde. Er hatte sieben Geschwister, von denen zwei Brüder (Andrzej Soniewicki und Nestor Soniewicki) Konsistorialräte in Galizien, ein Bruder (Porfiry Soniewicki) ein Major bei dem k.k. Landwehrinfanterie-Regimente Nr. 18 in Przemysl, und ein Bruder (Klemens Soniewicki) ein gr.-kath. Priester war.

## Beruflicher Werdegang
Im Jahre 1873 begann er eine Beschäftigung in einem Notariat in Unter-Stanestie am Czeremosz, in Zastawna, Czernowitz ernannt, wo er im Jahr 1898 zum Ehrenbürger der Gemeinde ernannt wurde. Seit seiner Ernennung zum Notaren ist er bis ins Jahr 1904 Mitglied sowie Vizevorsitzender der Bukowiner Notariatskammer. 
Er war Ehrenmitglied der katholisch-deutschen akademischen Verbindung „Frankonia“, Ehrenmitglied des katholischen Männervereines „Freundschaft“, Gründer des Vereines „Ruski narodny Dom“ und Mitbegründer vieler Wohlfahrtseinrichtungen. 

## Mediale Präsenz
Die Bukowiner Zeitung schrieb über Soniewicki:
„Wenn je eine um Staat und Vaterland hochverdiente Persönlichkeit den Wahlspruch ‚Dem Verdienste seine Krone‘ in Anspruch zu nehmen verdient, so ist es der hochverehrte Notar Soniewicki. Während der langen Zeitdauer seines öffentliches Wirkens, hat es keinen Tag gegeben, an welchem er nicht seine ganze Kraft dem Wohle der Bevölkerung des Landes gewidmet, an welchem nicht Werke der Menschenliebe, Akte, wahrer Humanität seine segensreiche Tätigkeit gekennzeichnet hätten. Die erhabensten Tugenden und edelsten Charakterzüge des Menschen in seiner Person vereinigend gehört Notar Soniewicki zu den auserwählten, beliebtesten Männern und schönsten Zierden unseres Landes. Er ist ein Prototyp jener biederen Gestalten, jener hohen Charaktere aus der guten alten Zeit, die immer selten werden.“
| Personendaten    | Personendaten                |
| ---------------- | ---------------------------- |
| NAME             | Soniewicki, Adrian           |
| KURZBESCHREIBUNG | österreich-ungarischer Notar |
| GEBURTSDATUM     | 22. April 1847               |
| GEBURTSORT       | Sosolówka, Galizien          |
| STERBEDATUM      | 22. November 1921            |
| STERBEORT        | Czernowitz                   |